# Martin le Franc

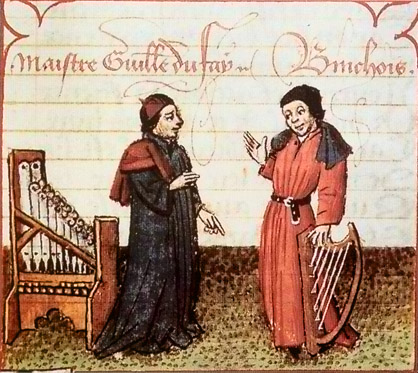
Miniatúra az Asszonyok bajnokából (1451)

Martin le Franc (Normandia, 1410? – 1461) francia költő, apostoli protonotárius (pápai főjegyző).
Különböző egyházi tisztségeket is viselt.

## Művei
Két főműveː
- Le champion des dames (Az asszonyok bajnoka)
- L'estrif de fortune et de vertu (A szerencse és az erény csatája) című vitaköltemény